# Myliobatis
Myliobatis Cuvier, 1816 è un genere di pesci cartilaginei della famiglia Myliobatidae.

## Tassonomia
Il genere comprende le seguenti specie:
- Myliobatis aquila (Linnaeus, 1758)
- Myliobatis australis MacLeay, 1881
- Myliobatis californica Gill, 1865
- Myliobatis chilensis Philippi, 1892
- Myliobatis freminvillei Lesueur, 1824
- Myliobatis goodei Garman, 1885
- Myliobatis hamlyni Ogilby, 1911
- Myliobatis longirostris Applegate & Fitch, 1964
- Myliobatis peruvianus Garman, 1913
- Myliobatis ridens Ruocco, Lucifora, Díaz de Astarloa, Mabragaña & Delpiani, 2012
- Myliobatis tenuicaudatus Hector, 1877
- Myliobatis tobijei Bleeker, 1854